# GHB
Gamma-hydroxibutansyra eller GHB (efter det engelska namnet gamma-hydroxybutyric acid; systematiskt namn enligt IUPAC-nomenklatur är 4-hydroxibutansyra) är en narkotikaklassad drog samt läkemedel som ofta säljs som en luktfri vätska, men även förekommer i ampuller och som pulver. GHB som läkemedel marknadsförs under namnet Xyrem och används mot kataplexier i samband med narkolepsi. Den 1 februari år 2000 förbjöds GHB i Sverige, då den var en så kallad innedrog eller partydrog. GHB ingår i förteckning II, men finns inte upptagen i internationella narkotikakonventioner.
I media har fall uppmärksammats där GHB smugits ned i kvinnors drinkar för att de senare skulle bli lätta att utnyttja sexuellt. Drogen är mycket lätt att överdosera och är därför mycket farlig.

## Toxikologi
GHB-molekylen binder till samma receptor som GABA. GABA-receptorn är en inhibitorisk receptor och sänker nervaktiviteten i hjärnan vilket leder till att den påverkade personen blir trögare. Den förekommer naturligt i hjärnan som en metabolit till GABA. Den binder också till en specifik GHB-receptor. Kombinationen av en aktivering av dessa båda receptortyper är troligen förklaringen till dess effekt i centrala nervsystemet.

## Användning
GHB utvecklades från början som ett narkosmedel. Tanken var att det skulle ersätta mer traditionella preparat, då GHB inte ger något bakrus eller andra vanliga eftereffekter av narkos. Det visade sig att medlet har ett mycket smalt dosområde/terapeutiskt område, vilket gör det mycket svårt att dosera korrekt. Därför övergavs tankarna på användning inom anestesi. Medlet har också provats inom veterinärmedicin för sövning av större djur, till exempel hästar. Även här visade det sig vara olämpligt på grund av svårigheten att dosera. Detta användningsområde övergavs även det. Idag används medlet för behandling av narkolepsi med kataplexi.